# Pflanzenvlies
Ein Pflanzenvlies wird in Gärten universell eingesetzt, als Frostschutz, als Schutz vor Vögeln, als Abdeckung vor Nässe und Wind.
Um Jungpflanzen den optimalen, für sie notwendigen Schutz zu ermöglichen, benötigt man Pflanzenvliese. Diese sind sehr leicht und belasten damit vor allem die zarten Jungpflanzen nicht. Sie können locker aufgelegt werden und sind zudem UV-beständig. 
Es gibt besondere Arten von Pflanzenvliesen wie z. B. Tomaten-Schlauchvliese, die einfach nur über die Tomatenpflanzen gestülpt werden und sie somit vor zu viel Nässe oder Wind schützen. 
Innerhalb des Vlieses entwickelt sich ein warmes und dem Wachstum förderliches Klima, ganz ähnlich wie in einem kleinen Gewächshaus. Auch gegen Insekten sind einige Vliese hochwirksam, genauso wie auch dann, wenn aufgrund von Witterungsverhältnissen eine verfrühte Ernte droht. Hierfür sind besonders Ernteverfrühungs- und Frostschutzhauben geeignet, die bei Bedarf über die Pflanze gestülpt werden können und diese somit nicht nur vor Frost, sondern zugleich auch vor Schnecken- und Vogelfraß schützen.